# Himalaya (jeu)
Pour les articles homonymes, voir Himalaya (homonymie).
Himalaya est un jeu de société français créé par Régis Bonnessée en 2004, illustré par Johann Aumaître et David Cochard, édité en France par Tilsit. Version commerciale du jeu Marchands d'empire que l'auteur avait mis à disposition des internautes par téléchargement, il propose à 3 ou 4 joueurs de s'affronter pour dominer commercialement, politiquement et religieusement une région de l'Himalaya.

## Règle du jeu
Chaque joueur dirige une caravane de yacks qui doit voyager de village en village dans les chaînes himalayennes pour récolter et apporter les ressources nécessaires aux habitants (sel, orge, thé, jade ou or, chacune symbolisé par des cubes de couleur). Chaque lot de ressources apporté aux villages demandeurs permet au joueur d'étendre son influence économique, politique ou religieuse.
L'intérêt du jeu réside dans son mode planifié de déplacement. En effet, la configuration du jeu change à chaque début de tour, de façon que cinq villages soient en permanence demandeurs de ressources. En connaissance de cause, donc, les joueurs déterminent secrètement à l'aide de jetons spéciaux les six actions qu'ils souhaitent faire :
- Prendre un chemin (pierre, neige ou glace).
- Acquérir une ressource (si plusieurs, celle ayant le moins de valeur).
- Exécuter un contrat donné en fournissant des ressources au village.
- Ne rien faire.

Les contrats nécessite une certaine combinaison de ressources. Quand un joueur exécute un contrat, il choisit deux des trois actions suivantes :
- placer son influence religieuse sur le village
- placer des émissaires politiques dans la ou les régions adjacente(s) au village
- conserver la valeur économique du contrat (fonction des ressources nécessaires à sa conclusion)

La partie se déroule en 12 tours. À la fin des tours 4, 8 et 12, a lieu un inventaire : pour chaque ressource, le joueur qui en possède le plus (sans égalité) reçoit trois yachs (influence économique).
À tour de rôle, les joueurs dévoilent leur première action, puis leur deuxième, etc. Dans la mesure où les déplacements de ses adversaires ne sont pas connus à l'avance (mais souvent envisageables), il se peut que l'on ait plus ou moins de bonheur dans ses projets commerciaux.
Règles avancées : avant chaque début de tour, les joueurs peuvent choisir d'utiliser un pion spécial :
- marché : placé sur un village doté de ressources, il permet à chaque joueur de choisir la ressource qu'il souhaite dans ce village (sans soucis de valeur)
- tempête de neige : placé sur un chemin, il impose deux actions au lieu d'une pour franchir ce chemin
- empreintes du yéti : il interdit l'accès au chemin sur lequel il est placé

Chaque pion ne peut être joué qu'une fois dans la partie par chaque joueur et il ne peut y avoir qu'un seul type de pion actif par tour.
Le principal intérêt du jeu réside dans ses conditions de victoire :
À quatre joueurs :
- on commence par éliminer le joueur ayant le moins d'influence religieuse. On enlève tous ses pions du plateau
- puis on élimine le joueur ayant le moins d'influence politique
- enfin, le vainqueur est celui qui a le plus d'influence économique

À trois joueurs :
à compléter

## Extension
Himalaya 5 & 6 permet de jouer jusqu'à six joueurs en apportant le matériel nécessaire, et propose des variantes de règles (disponibles sur le site officiel dans la rubrique Téléchargements). Cette extension a été créée en 2006 en collaboration avec Guillaume Blossier.

## Récompenses
- Concours de créateurs de jeux de Boulogne-Billancourt Primé 2003
- En 2002, Tric Trac de Bronze sous le titre Marchands d'empire
- En 2005, nommé parmi les sept finalistes du Spiel der Spiele en Autriche
- En 2005, nommé parmi les cinq finalistes du Spiel des Jahres en Allemagne

## Arrêt de l'édition
Le jeu Himalaya n'est plus édité depuis que la société Tilsit a cessé toute activité en septembre 2010.
Une nouvelle version, comprenant quelques variantes (fin du placement aléatoire des ressources et commandes, 3 à 5 joueurs) est disponible chez Libellud sous le nom de Lords of Xidit.